# Niinisaari
Niinisaari (en suédois : Bastö) est une section du quartier de Vuosaari à Helsinki, la capitale de la Finlande.

## Description
Niinisaari a une surface de 3,19 km2. La section n'a aucun habitant permanent(1.1.2010) mais offre 2 602  emplois(31.12.2017).
À l'est, Niinisaari est bordée par le golfe de Finlande . 
Les quartiers voisins de Niinisaari sont Uutela au sud, Manoir de Nordsjö à l'ouest et Mustavuori au nord-ouest. 
Au nord, Niinisaari est bordé par Salmenkallio et Talosaari, qui faisaient autrefois partie de Sipoo.
Niinisaari est la zone du pic de Vuosaari, qui fait partie de la zone verte continue s'étendant d'Uutela en passant par la zone du manoir de Vuosaari en direction du nord.

## Transports
La partie centrale de Niinisaari est le port de Vuosaari, qui a été ouvert en novembre 2008.
Le port de Vuosaari est devenu le plus grand port de fret de Finlande, remplaçant le trafic de conteneurs de Länsisatama qui opérait dans le centre-ville d'Helsinki et le port de Sörnäinen,.
Plusieurs liaisons routières importantes mènent à Niinisaari. 
La Vuotie arrive d'Itäkeskus via Rastila et Vuosaari.
La Niinisaarentie arrive du nord-ouest en direction de la centrale électrique d'Helsinki à  Niinisaari.
La principale voie ferrée de transport de marchandises est la voie ferrée portuaire de Vuosaari électrifiée de 19 kilomètres reliée à la ligne Helsinki-Riihimäki par le tunnel ferroviaire de Savio.

## Galerie

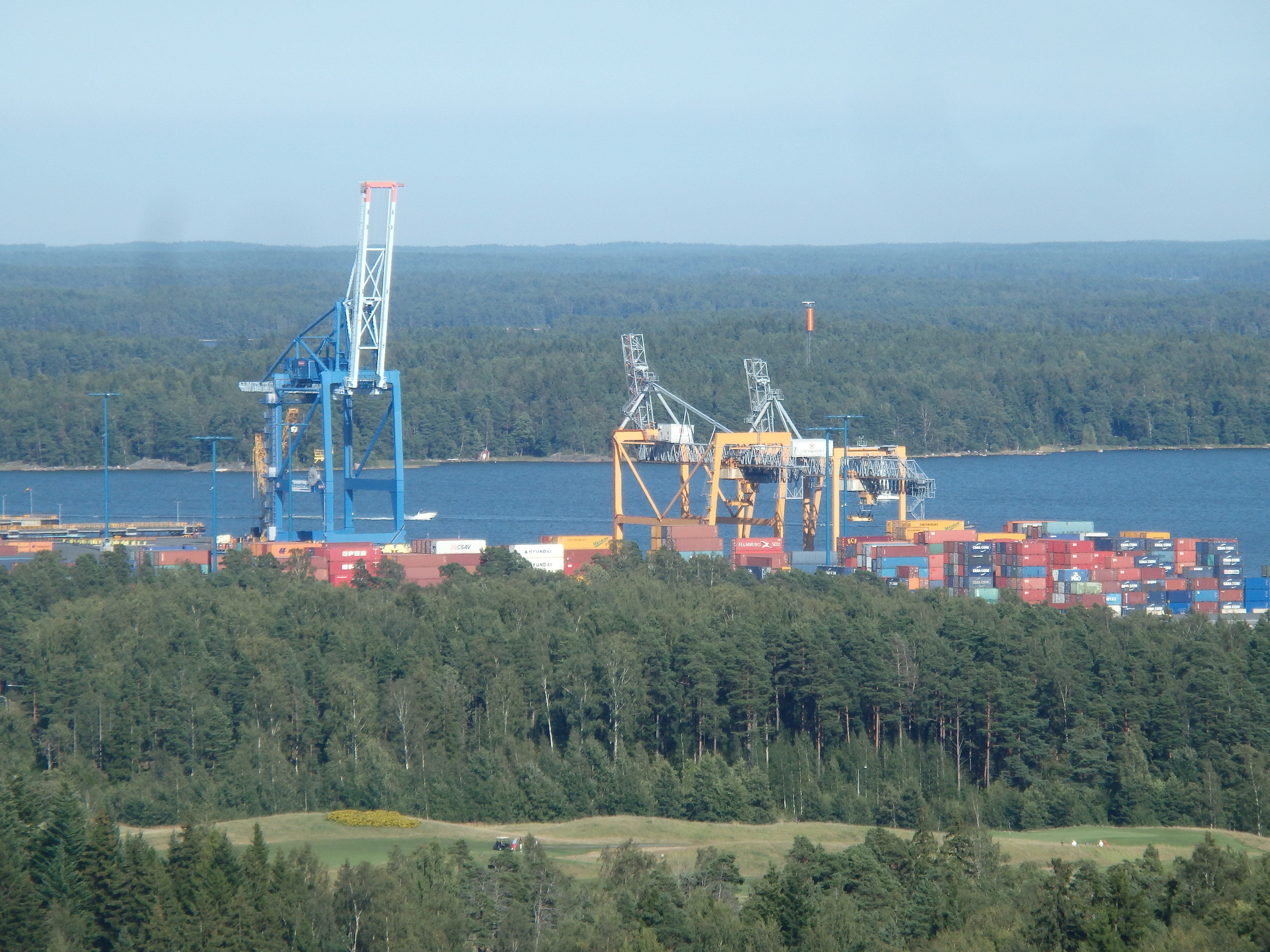
Vuosaari vu de la tour Cirrus.
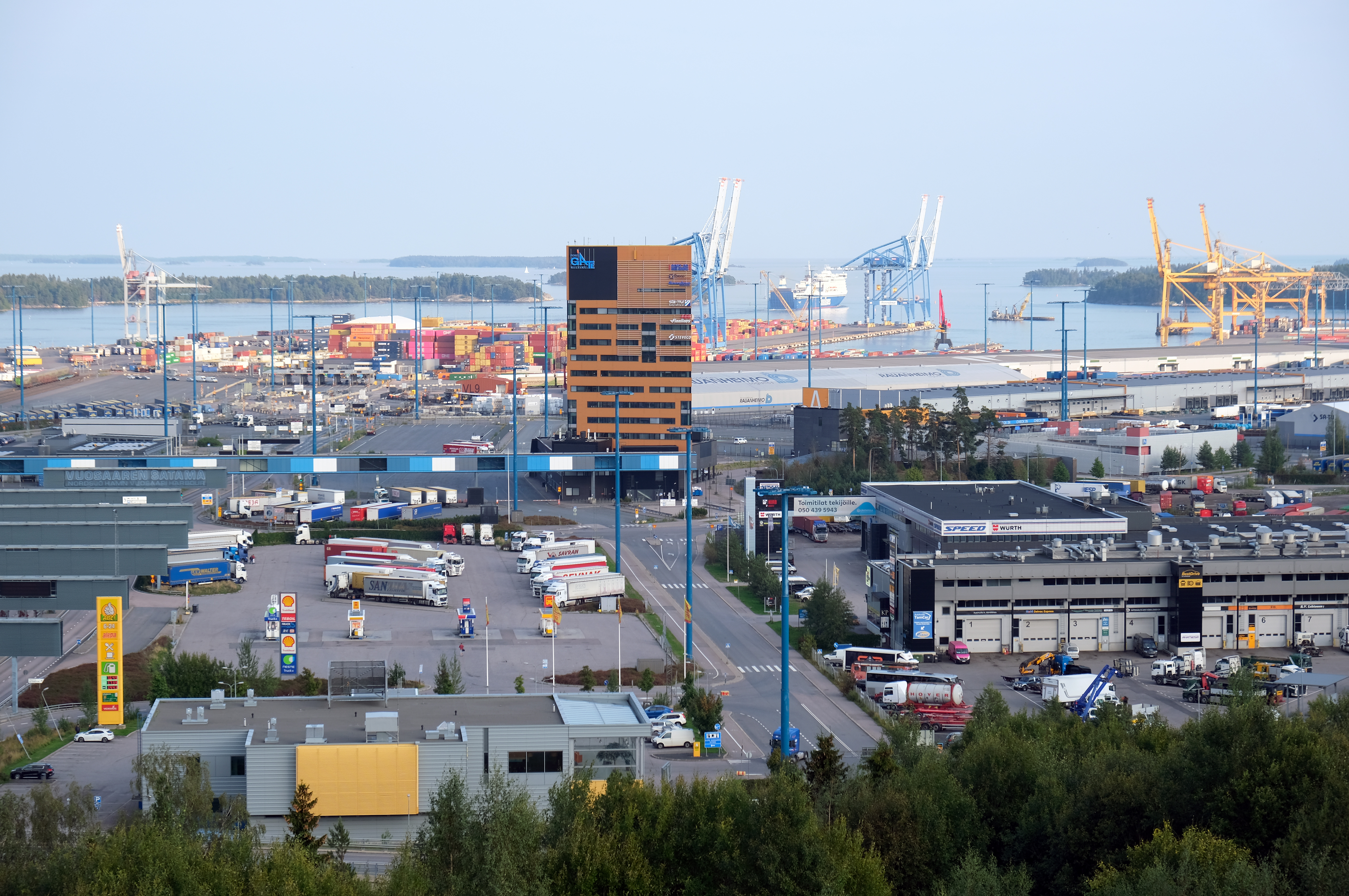
Port de Vuosaari.
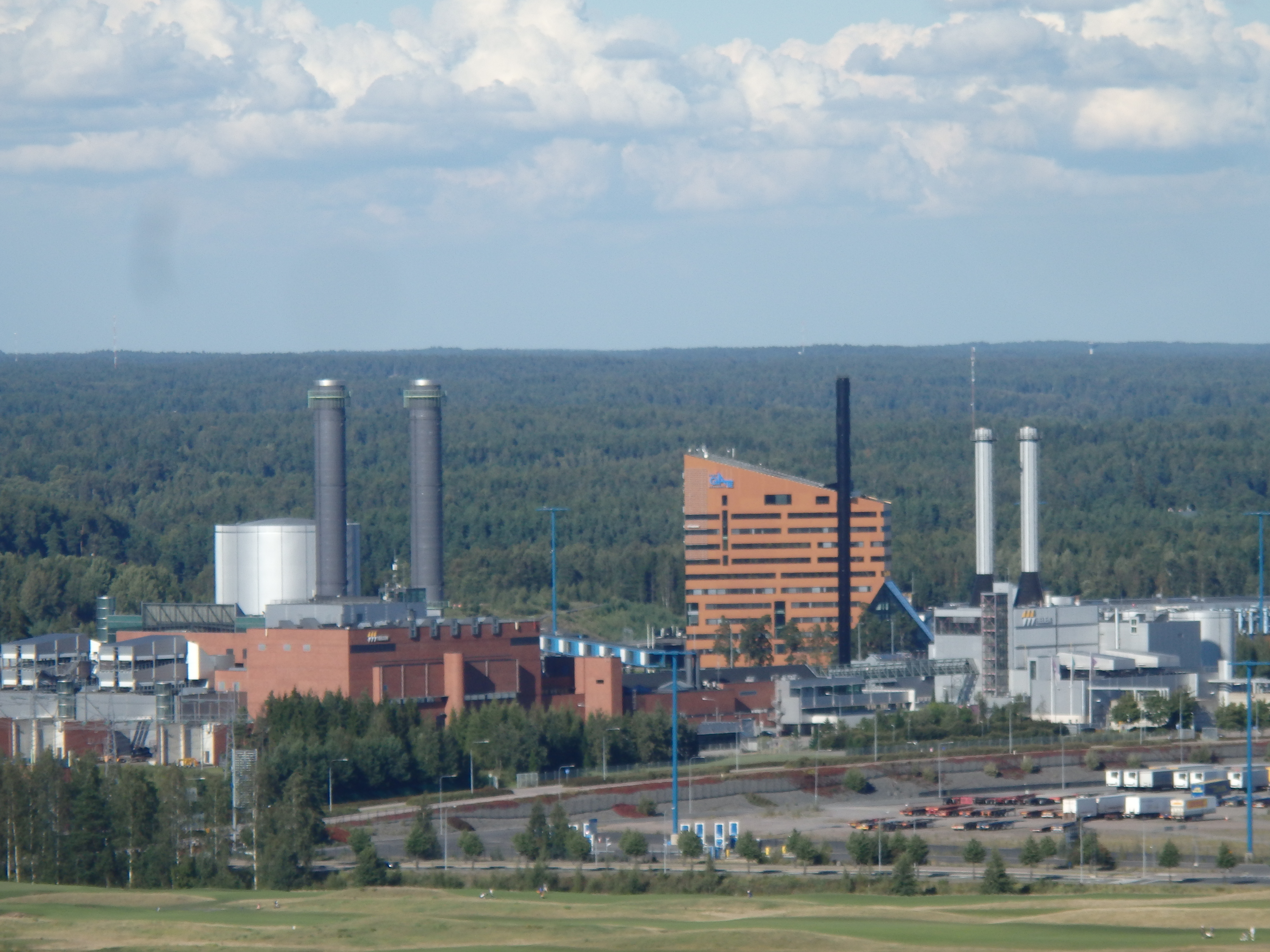
Centrale électrique.
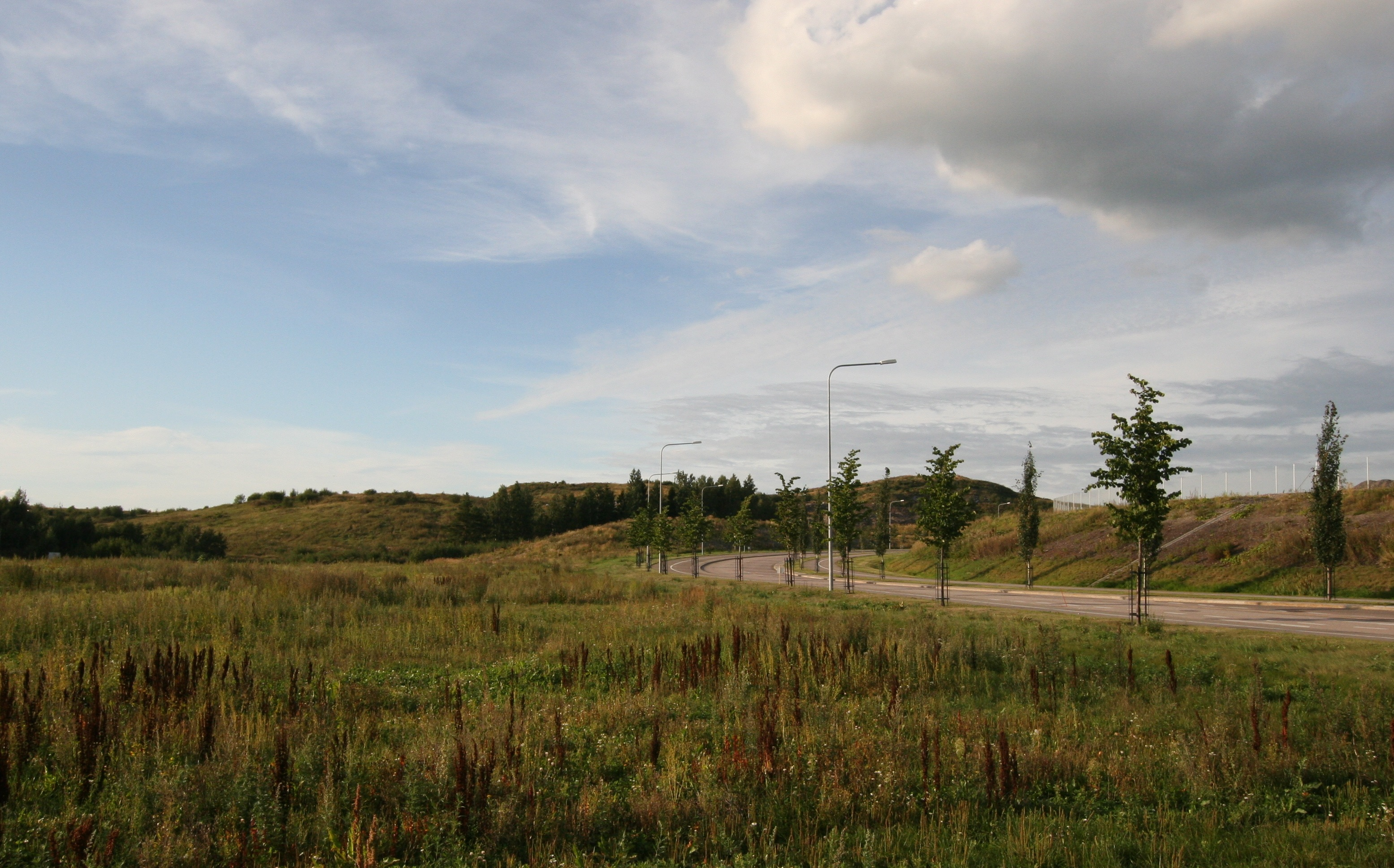
L'éminence de Vuosaari sur le chemin Niinisaarentie.